# وادی یابس
وادی‌یابِس، به‌معنی بیابان بی‌آب و علف و به طور خاص در اشاره به سرزمینی است که در مرز سوریه و اردن واقع شده‌است. شیعیان اعتقاد دارند که سفیانی از آنجا علیه مهدی ظهور خواهد کرد.

## منبع
- «منتهی الآمال»، باب ۱۴، فصل ۷، علامت ۳